# Sithiu
Sithiu is de Merovingische plaatsnaam voor het huidige Sint-Omaars. De heilige Audomarus heeft er de  O.-L.-Vrouwekerk en de  Sint-Bertijnsabdij opgericht.